# Zonocerus
Genre
Zonocerus est un genre d'insectes orthoptères de la famille des Pyrgomorphidae. 

## Distribution
Les espèces de ce genre se rencontrent en Afrique,.

## Description
Les espèces de ce genre ont un corps subcylindrique qui mesure de 30 à 45 mm de long.
La tête vue d'en haut est courte. Le vertex en avant des yeux est à peine saillant. Le sommet est triangulaire, large et court. Le front est un peu oblique. La carène médiane court le long du sillon médian parallèlement aux carènes latérales. Les antennes, filiformes, sont insérées entre les yeux avec les articulations les plus allongées. 
Le pronotum est subcylindrique ou rétréci antérieurement, lisse et sans tubercules. Il est très obtus vers l'arrière, anguleux ou arrondis et sans carènes. Il présente des sillons peu imprimés avec un sillon postérieur en position médiane. 
Le prosternum est peu distinct, petit, obtus et tuberculé. La plaque sternale antérieure ne présente pas de rainure arquée. Les lobes mésosternaux sont plus étroits chez le mâle que chez la femelle où ils sont séparés.
Les élytres sont légèrement plus grands ou plus courts que l'abdomen. Ils sont latéraux, rarement lobiformes, à nervures multiples avec un apex arrondi. Les ailes sont parfaitement développées, hyalines, délicatement colorées, non tachetées ou raccourcies ou rudimentaires. 
Les fémurs antérieurs sont élargis vers l'apex pas plus long que l'abdomen avec des carènes à peine comprimées. Les tibias postérieurs sont un peu plus larges à l'apex avec des carènes émoussées armées d'une épine apicale externe.

## Éthologie
Les espèces du genre Zonocerus sont phytophages et se nourrissent de plantes dont certaines sont d'intérêt pour l'Humain et d'autres sont toxiques.
Les couleurs très marquées du genre ont très probablement un rôle aposématique.

## Liste des espèces et sous-espèces
Selon Orthoptera Species File (21 décembre 2022) :
- Zonocerus elegans (Thunberg, 1815) - Afrique centrale et australe[6]
  - Zonocerus elegans angolensis Kevan, 1972
  - Zonocerus elegans elegans (Thunberg, 1815)
- Zonocerus variegatus (Linné, 1758) - Criquet puant[6] - Afrique de l'Ouest[6]
  - Zonocerus variegatus brachyptera Giglio-Tos, 1908
  - Zonocerus variegatus variegatus (Linné, 1758)

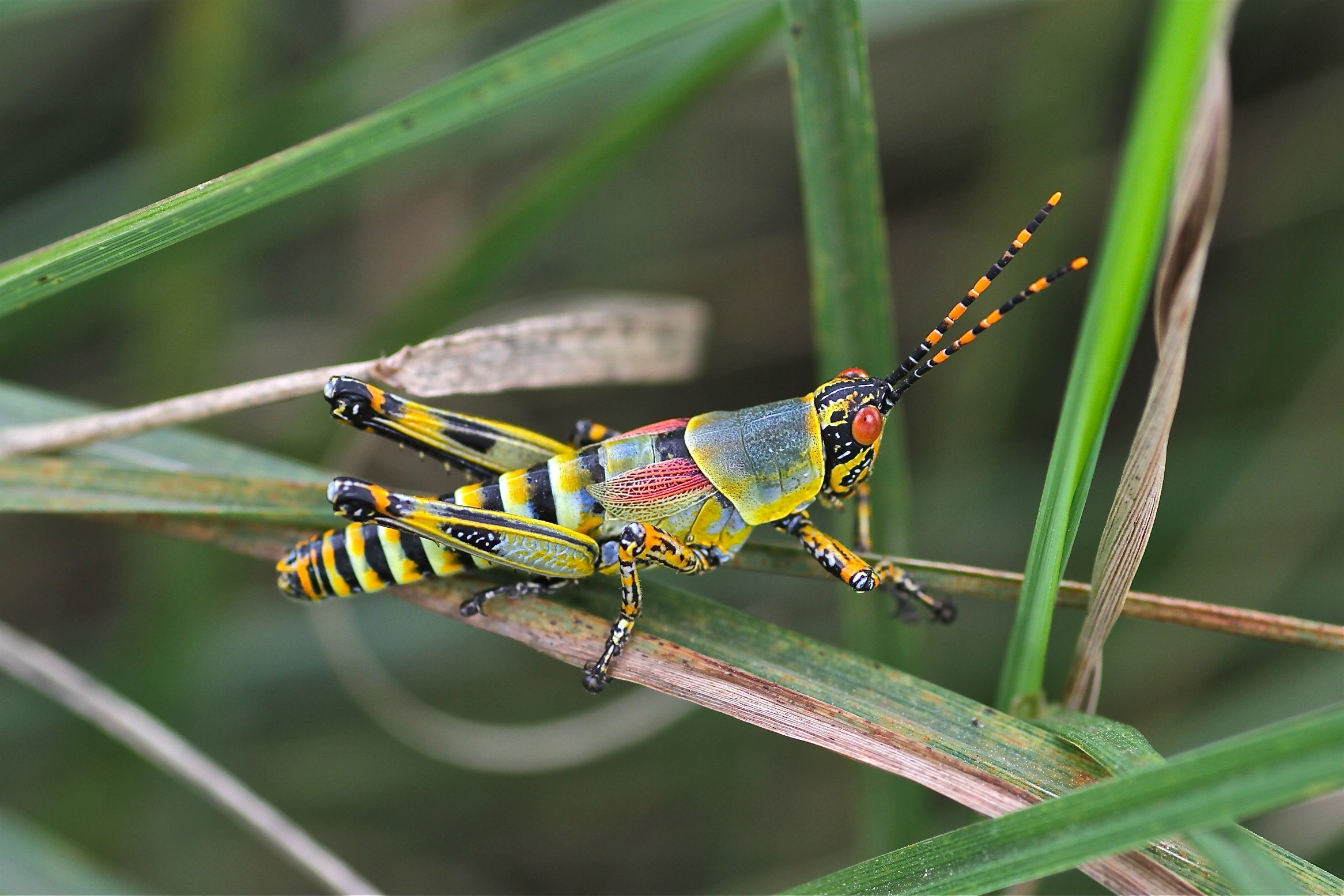
Zonocerus elegans.
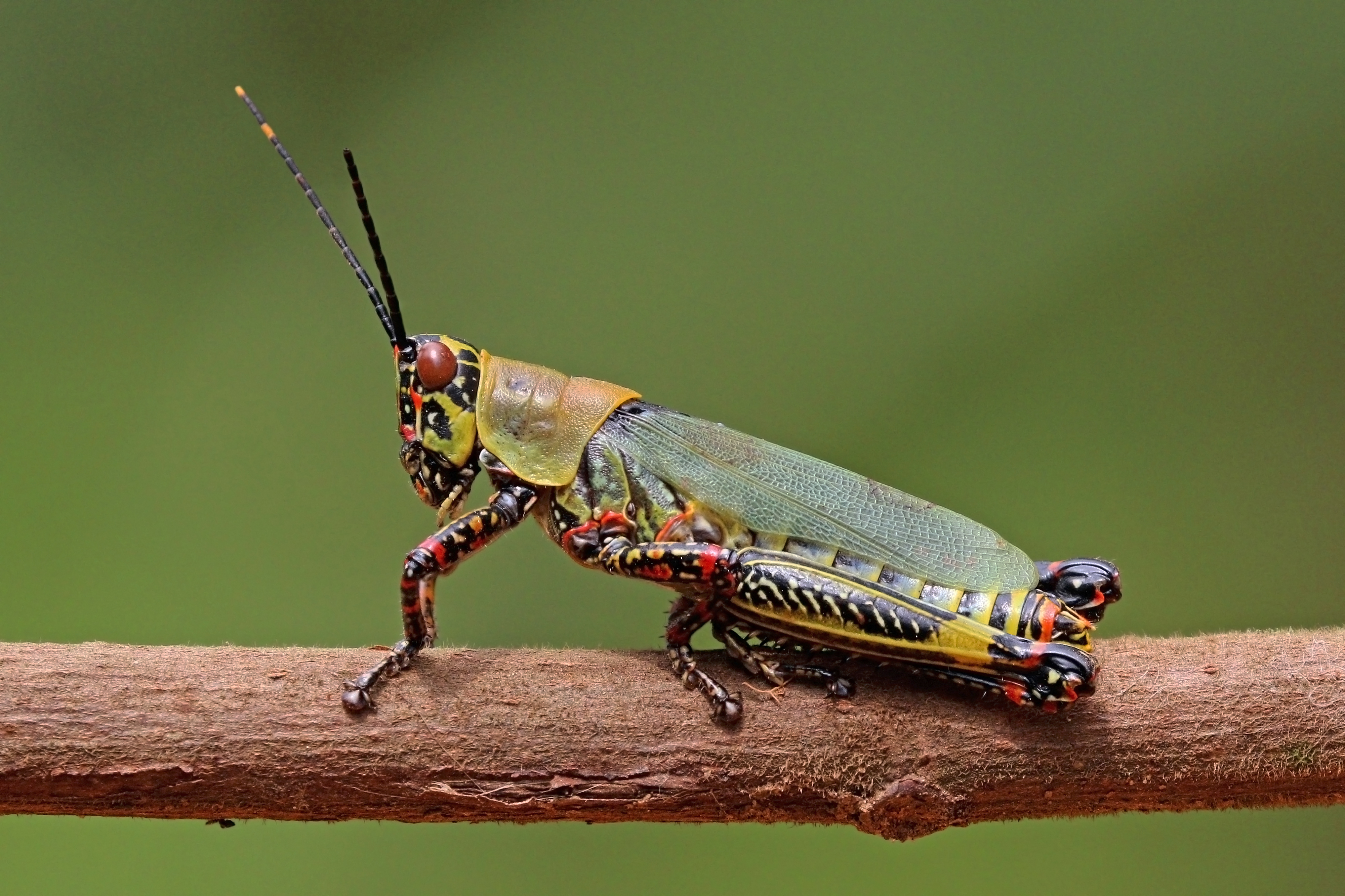
Zonocerus variegatus.

Les aires de répartition des deux espèces de Zonocerus se recouvrant en Angola, en République démocratique du Congo et en Ouganda ainsi que peut-être au Kenya, ces deux espèces ont parfois été confondues.
Pour pouvoir les différencier, on notera que Zonocerus variegatus présente des élytres et des ailes postérieures courts ou pleinement développés avec les ailes noires parfois légèrement rougeâtres à la base et les élytres verts. La face externe des fémurs est en grande partie noire avec un anneau blanc-jaune pré-géniculaire. Les antennes sont noires avec généralement deux ou trois articles distaux jaune orange. Zonocerus elegans quant à lui présente des élytres et des ailes postérieures très courts, lobiformes, ou pleinement développés avec des ailes rosâtres et des élytres jaune verdâtre. La face externe des fémurs est en grande partie jaune orange à olivâtre avec la moitié apicale plus ou moins noire. Les antennes sont noires avec plus de trois articles orange.

## Systématique
Le genre Zonocerus, dénommé par l'entomologiste suédois Carl Stål en 1873, a pour espèce type Zonocerus elegans.
Étymologiquement, Zonocerus signifie « à antennes ceinturées, zonées », ce qui fait allusion au fait que les antennes chez ce genre sont en majeure partie noires mais que plusieurs anneaux sont de couleur jaunâtre à orangée.

## Publication originale
- Stål, C. 1873. Orthoptera nova descripsit. Öfversigt af Kongl. Vetenskaps-akademiens forhandlingar, vol. 30(4), p. 39-53 [51]. (lire en ligne)